# Zezé Moreira
Zezé Moreira vagy teljes nevén Alfredo Moreira Júnior (Miracema, 1917. október 16. – Rio de Janeiro, 1998. április 10.) brazil labdarúgó, edző.
A brazil válogatott szövetségi kapitánya volt az 1954-es világbajnokságon.

## Sikerei, díjai

### Edzőként
Botafogo
- Campeonato Carioca (1): 1948

Fluminense
- Campionato Carioca (2): 1951, 1959
- Torneio Rio-São Paulo (1): 1960

Cruzeiro
- Copa Libertadores győztes (1): 1976